# Cúp quốc gia Scotland 1995–96
Cúp quốc gia Scotland 1995–96 là mùa giải thứ 111 của giải đấu bóng đá loại trực tiếp uy tín nhất Scotland. Chức vô địch thuộc về Rangers khi đánh bại Heart of Midlothian trong trận Chung kết.

## Vòng Một
| Đội nhà                  | Tỉ số | Đội khách        |
| ------------------------ | ----- | ---------------- |
| Albion Rovers (4)        | 0 – 2 | Deveronvale (HL) |
| Glasgow University (Ama) | 0 – 1 | Spartans (ESL)   |
| Stenhousemuir (3)        | 2 – 2 | Arbroath (4)     |
| Stranraer (3)            | 0 – 3 | Livingston (4)   |

### Đấu lại
| Đội nhà      | Tỉ số | Đội khách         |
| ------------ | ----- | ----------------- |
| Arbroath (4) | 0 – 1 | Stenhousemuir (3) |

## Vòng Hai
| Đội nhà                 | Tỉ số | Đội khách            |
| ----------------------- | ----- | -------------------- |
| East Stirlingshire (4)  | 0 – 1 | Stenhousemuir (3)    |
| Ayr United (3)          | 0 – 2 | Ross County (4)      |
| Berwick Rangers (3)     | 3 – 3 | Annan Athletic (ESL) |
| Clyde (3)               | 2 – 2 | Brechin City (4)     |
| Deveronvale (HL)        | 0 – 0 | Keith (HL)           |
| Forfar Athletic (3)     | 3 – 1 | Lossiemouth (HL)     |
| Inverness CT (4)        | 3 – 2 | Livingston (4)       |
| Montrose (3)            | 2 – 1 | Cowdenbeath (4)      |
| Queen of the South (3)  | 2 – 4 | Queen’s Park (4)     |
| Spartans (ESL)          | 0 – 0 | East Fife (3)        |
| Stirling Albion (3)     | 3 – 1 | Alloa Athletic (4)   |
| Whitehill Welfare (ESL) | 2 – 2 | Fraserburgh (HL)     |

### Đấu lại
| Đội nhà              | Tỉ số | Đội khách               |
| -------------------- | ----- | ----------------------- |
| Brechin City (4)     | 1 – 3 | Clyde (3)               |
| Annan Athletic (SSL) | 1 – 2 | Berwick Rangers (3)     |
| East Fife (3)        | 2 – 1 | Spartans (ESL)          |
| Fraserburgh (HL)     | 1 – 2 | Whitehill Welfare (ESL) |
| Keith (HL)           | 2 – 0 | Deveronvale (HL)        |

## Vòng Ba
| Đội nhà                  | Tỉ số  | Đội khách           |
| ------------------------ | ------ | ------------------- |
| Berwick Rangers (3)      | 1 – 2  | Dundee United (1)   |
| Greenock Morton (2)      | 1 – 1  | Montrose (3)        |
| Dunfermline Athletic (2) | 3 – 0  | St Mirren (2)       |
| Clyde (3)                | 3 – 1  | Dundee (2)          |
| Hamilton Academical (2)  | 0 – 1  | St Johnstone (2)    |
| Hearts (1)               | 1 – 0  | Partick Thistle (1) |
| Clydebank (2)            | 0 – 1  | Stirling Albion (3) |
| Dumbarton (2)            | 1 – 3  | Airdrieonians (2)   |
| Falkirk (1)              | 0 – 2  | Stenhousemuir (3)   |
| Motherwell (1)           | 0 – 2  | Aberdeen (1)        |
| Whitehill Welfare (ESL)  | 0 – 3  | Celtic (1)          |
| Hibernian (1)            | 0 – 2  | Kilmarnock (1)      |
| Inverness CT (4)         | 1 – 1  | East Fife (3)       |
| Keith (HL)               | 1 – 10 | Rangers (1)         |
| Raith Rovers (1)         | 3 – 0  | Queen’s Park (4)    |
| Ross County (4)          | 0 – 3  | Forfar Athletic (3) |

### Đấu lại
| Đội nhà       | Tỉ số              | Đội khách           |
| ------------- | ------------------ | ------------------- |
| Montrose (3)  | 3 – 2              | Greenock Morton (2) |
| East Fife (3) | 1 – 1 (1 – 3 pen.) | Inverness CT (4)    |

## Vòng Bốn
| Đội nhà             | Tỉ số | Đội khách                |
| ------------------- | ----- | ------------------------ |
| Airdrieonians (2)   | 2 – 2 | Forfar Athletic (3)      |
| Celtic (1)          | 2 – 0 | Raith Rovers (1)         |
| Dundee United (1)   | 1 – 0 | Dunfermline Athletic (2) |
| Kilmarnock (1)      | 1 – 2 | Hearts (1)               |
| St Johnstone (2)    | 3 – 0 | Montrose (3)             |
| Stenhousemuir (3)   | 0 – 1 | Inverness CT (4)         |
| Stirling Albion (3) | 0 – 2 | Aberdeen (1)             |
| Clyde (3)           | 1 – 4 | Rangers (1)              |

### Đấu lại
| Đội nhà             | Tỉ số            | Đội khách         |
| ------------------- | ---------------- | ----------------- |
| Forfar Athletic (3) | 0 – 0 (2–4 pens) | Airdrieonians (2) |

## Tứ kết
| Đội nhà          | Tỉ số | Đội khách         |
| ---------------- | ----- | ----------------- |
| Celtic (1)       | 2 – 1 | Dundee United (2) |
| Aberdeen (1)     | 2 – 1 | Airdrieonians (2) |
| Inverness CT (4) | 0 – 3 | Rangers (1)       |
| St Johnstone (2) | 1 – 2 | Hearts (1)        |

## Bán kết
| Hearts                          | 2 – 1 | Aberdeen       |
| ------------------------------- | ----- | -------------- |
| Allan Johnston · John Robertson |       | Duncan Shearer |

| Rangers                      | 2 – 1 | Celtic               |
| ---------------------------- | ----- | -------------------- |
| Brian Laudrup · Ally McCoist |       | Pierre Van Hooijdonk |

## Chung kết
| Rangers                      | 5 – 1 | Hearts         |
| ---------------------------- | ----- | -------------- |
| Gordon Durie · Brian Laudrup |       | John Colquhoun |